# Kumail Nanjiani
Kumail Ali Nanjiani (n. 2 mai 1978, Karachi, Pakistan) este un comediant actor și scriitor american de origine pakistaneză, cel mai cunoscut pentru că a scris și jucat în comedia romantică The Big Sick și pentru a fi membru principal al distribuției din serialul de comedie Silicon Valley al postului HBO.

## Filmografie
| † | Indică filme care nu au fost încă lansate |

### Film
| An   | Titlu                                 | Rol                              | Note                                          |
| ---- | ------------------------------------- | -------------------------------- | --------------------------------------------- |
| 2010 | Life as We Know It                    | Simon                            |                                               |
| 2012 | The Five-Year Engagement              | Pakistani Chef                   |                                               |
| 2013 | The Kings of Summer                   | Gary the Delivery Guy            |                                               |
| 2013 | Hell Baby                             | Cable Guy                        |                                               |
| 2013 | Bad Milo                              | Bobbi                            |                                               |
| 2014 | The Last of the Great Romantics       | George the Counter Guy           |                                               |
| 2014 | Sex Tape                              | Punit                            |                                               |
| 2015 | Loaded                                | Reza                             |                                               |
| 2015 | Hot Tub Time Machine 2                | Brad                             |                                               |
| 2015 | Addicted to Fresno                    | Damon                            |                                               |
| 2015 | Hello, My Name Is Doris               | Nasir                            |                                               |
| 2015 | Hell and Back                         | Dave the Demon                   | Rol de voce                                   |
| 2015 | Goosebumps                            | Foreman                          |                                               |
| 2016 | Central Intelligence                  | Jared the Airport Security Guard | Cameo                                         |
| 2016 | Mike and Dave Need Wedding Dates      | Keanu                            |                                               |
| 2016 | Brother Nature                        | Riggleman                        |                                               |
| 2016 | Flock of Dudes                        | Ro                               |                                               |
| 2016 | The Late Bloomer                      | Rich                             |                                               |
| 2017 | The Big Sick                          | Kumail Nanjiani                  | De asemenea, scenarist și producător executiv |
| 2017 | Fist Fight                            | Officer Mehar                    |                                               |
| 2017 | A Happening of Monumental Proportions | HR Rep Perry                     |                                               |
| 2017 | Funny: The Documentary                | Rolul lui                        |                                               |
| 2017 | The Lego Ninjago Movie                | Jay                              | Rol de voce                                   |
| 2018 | Duck Butter                           | Jake                             |                                               |
| 2019 | Stuber                                | Stu Prasad                       |                                               |
| 2019 | Men in Black: International           | Pawny                            | Rol de voce                                   |
| 2020 | Dolittle                              | Plimpton                         | Rol de voce                                   |
| 2020 | The Lovebirds                         | Jibran                           | De asemenea, producător executiv              |
| 2021 | Eternii                               | Kingo                            |                                               |

### Televiziune
| An        | Titlu                              | Rol                | Note                                                |
| --------- | ---------------------------------- | ------------------ | --------------------------------------------------- |
| 2008      | Saturday Night Live                | Indian Reporter    | Nemenționat Episodul: "James Franco/Kings of Leon"  |
| 2009      | The Colbert Report                 | Diverse personaje  | 2 episoade                                          |
| 2009      | Michael & Michael Have Issues      | Kumail             | 7 episoade                                          |
| 2010      | Ugly Americans                     | Neilando Patel     | Rol de voce; Episodul: "Treegasm"                   |
| 2011      | Traffic Light                      | Paul               | Episodul: "Where the Heart Is"                      |
| 2011      | CollegeHumor Originals             | Vendor             | Episodul: "Batman Chooses His Rol de voce"          |
| 2011      | Googy                              | Dwayne             | 6 episoade                                          |
| 2011–2014 | Franklin & Bash                    | Pindar Singh       | 31 episods                                          |
| 2011–2018 | Portlandia                         | Diverse personaje  | 13 episoade                                         |
| 2012–2016 | Adventure Time                     | Prismo             | Rol de voce; 7 episoade                             |
| 2013–2015 | Newsreaders                        | Amir Larussa       | 11 episods                                          |
| 2013      | Burning Love                       | Zakir              | 17 episoade                                         |
| 2013      | Veep                               | Statistician       | Episodul: "Midterms"                                |
| 2013      | Drunk History                      | Lakota Chief       | Episodul: "Nashville"                               |
| 2013      | Ghost Ghirls                       | Mr. Mattoo         | Episodul: "I Believe in Mira-ghouls"                |
| 2013      | Kumail Nanjiani: Beta Male         | Rolul lui          | Stand-up special                                    |
| 2014–2019 | Silicon Valley                     | Dinesh Chugtai     | 53 episoade                                         |
| 2014      | Math Bites                         | Showoff Guy        | Episodul: "Math Heads: Do Math in Your Head"        |
| 2014      | The Pete Holmes Show               | Dhalsim            | Episodul: "Erin Hamlin and Kate Hansen"             |
| 2014–2016 | The Meltdown with Jonah and Kumail | Rolul lui (host)   | 24 episoade; also executive producer                |
| 2014      | TripTank                           | Dick Genie         | Rol de voce; 4 episoade                             |
| 2014      | Garfunkel and Oates                | Jordan             | Episodul: "Hair Swap"                               |
| 2014      | Key and Peele                      | College Kid #1     | Episodul: "Scariest Movie Ever"                     |
| 2014–2015 | Bob's Burgers                      | Skip               | Rol de voce; 2 episoade                             |
| 2014–2015 | Community                          | Custodian Lapari   | 2 episoade                                          |
| 2015      | Broad City                         | Benny Calitri      | Episodul: "In Heat"                                 |
| 2015      | Archer                             | Farooq Ashkani     | Rol de voce; Episodul: "Sitting"                    |
| 2015      | Inside Amy Schumer                 | Juror #11          | Episodul: "12 Angry Men Inside Amy Schumer"         |
| 2015      | Scheer-RL                          | Mariah Carey       | Episodul: "Mariah Carey"                            |
| 2015      | Penn Zero: Part-Time Hero          | Cuteling Mayor     | Rol de voce; Episodul: "The Ripple Effect"          |
| 2015      | Aqua Teen Hunger Force             | Frylock's bees     | Rol de voce; Episodul: "Sweet C"                    |
| 2015      | The Grinder                        | Prosecutor Leonard | 2 episoade                                          |
| 2016      | The X-Files                        | Pasha              | Episodul: "Mulder and Scully Meet the Were-Monster" |
| 2016      | Animals.                           | Rusty              | Rol de voce; Episodul: "Dogs."                      |
| 2016      | 31st Independent Spirit Awards     | Rolul lui (host)   | Special TV                                          |
| 2016–2017 | HarmonQuest                        | Eddie Lizard       | 2 episoade                                          |
| 2017      | Saturday Night Live                | Rolul lui (host)   | Episodul: "Kumail Nanjiani/Pink"                    |
| 2018      | RuPaul's Drag Race                 | Rolul lui (judge)  | Episodul: "Drag Con Panel Extravaganza"             |
| 2019      | The Twilight Zone                  | Samir Wassan       | Episodul: "The Comedian"                            |
| 2019–2021 | Bless the Harts                    | Jesus Christ       | Rol de voce; Series regular                         |
| 2020      | Little America                     | —                  | Producător executiv și scenarist                    |
| 2020      | Kal Penn Approves This Message     | Rolul lui          | Episodul: "Kal Penn Approves Education"             |
| 2020      | Death to 2020                      | Bark Multiverse    | Special TV                                          |
| 2021      | Big Mouth                          | Rolul lui          | Episodul: "No Nut November"                         |
| 2022      | Obi-Wan Kenobi                     | TBA                | Post-producție; Disney+                             |

### Jocuri video
| An   | Titlu                        | Rol de voce  |
| ---- | ---------------------------- | ------------ |
| 2013 | The Walking Dead: Season Two | Reggie       |
| 2017 | Mass Effect: Andromeda       | Jarun Tann   |
| 2017 | Middle-earth: Shadow of War  | The Agonizer |

### Web
| An        | Titlu              | Rol          | Note                                       |
| --------- | ------------------ | ------------ | ------------------------------------------ |
| 2009      | Jake and Amir      | Kumail       | 4 episoade                                 |
| 2015      | Hunt the Truth     | Mshak Moradi |                                            |
| 2013–2017 | Harmontown         | Rolul lui    |                                            |
| 2017      | Game Grumps        | Rolul lui    | 1 episod; în același episod ca Paul Scheer |
| 2017      | Movie Fights       | Rolul lui    | 1 episod; în același episod ca Paul Scheer |
| 2019      | Achievement Hunter | Rolul lui    | 1 episod                                   |
| 2019      | Gay of Thrones     | Rolul lui    | 1 episod; "Gay Of Thrones S8 E4 Recap"     |
| 2019      | Hot Ones           | Rolul lui    | 1 episod                                   |
| 2020      | Reunited Apart     | Rolul lui    | 1 episod; "Ghostbusters"                   |